# 小行星8900
小行星8900（8900 AAVSO）是一颗绕太阳运转的小行星，为主小行星带小行星。该小行星于1995年10月24日发现。該小行星以美国变星观测者协会的英文縮寫命名。

## 轨道参数
小行星8900的轨道半长轴为2.5374192 UA，离心率为0.1442359。